# Fredrik Vilhelm Hansen
Fredrik Vilhelm Hansen (* 22. Juni 1862 in Stockholm; † 26. Oktober 1929) war ein schwedischer Bauingenieur.
Er studierte von 1878 bis 1882 an der Technischen Hochschule. 1888 wurde er Leutnant der halbmilitärischen Bauingenieurs-Organisation Väg- och vattenbyggnadskåren. Um 1904 war er Direktor des Trollhätte-Kanal. Um 1910 leitete er die Arbeiten zur Fertigstellung des Wasserkraftwerks Olidan.
| Personendaten    | Personendaten             |
| ---------------- | ------------------------- |
| NAME             | Hansen, Fredrik Vilhelm   |
| KURZBESCHREIBUNG | schwedischer Bauingenieur |
| GEBURTSDATUM     | 22. Juni 1862             |
| GEBURTSORT       | Stockholm                 |
| STERBEDATUM      | 26. Oktober 1929          |